# 2001 UB17
2001 UB17, também escrito como 2001 UB17, é um objeto transnetuniano (TNO) que está localizado no cinturão de Kuiper, uma região do Sistema Solar. Este corpo celeste é classificado como um plutino, pois, o mesmo está em uma ressonância orbital de 2:3 com o planeta Netuno. O mesmo possui uma magnitude absoluta de 8,0 e tem um diâmetro com cerca de 111 km.

## Descoberta
2001 UB17 foi descoberto no dia 17 de outubro de 2001 pelos astrônomos O. R. Hainaut, e D. Kinoshita.

## Órbita
A órbita de 2001 UB17 tem uma excentricidade de 0,068 e possui um semieixo maior de 39,636 UA. O seu periélio leva o mesmo a uma distância de 36,959 UA em relação ao Sol e seu afélio a 42,313 UA.